# Aizat Amdan
Aizat, född 21 januari 1989 i Kuala Lumpur, är en malaysisk sångare och låtskrivare. Han blev känd år 2007 efter att ha medverkat i den femte säsongen av Akademi Fantasia.

## Karriär
Aizat föddes i den malaysiska huvudstaden Kuala Lumpur och var det femte av sex barn. Hans passion för att sjunga fick honom att gå på en audition för den femte säsongen av TV-programmet Akademi Fantasia år 2007, och det var hans medverkande i detta program som gjorde honom känd. Hans två första singlar "Hanya Kau Yang Mampu" och "Sahabat" släpptes strax efteråt. Låten "Hanya Kau Yang Mampu" blev genast en hit i Malaysia och toppade flera musiklistor i landet under flera veckor. Han släppte sitt debutalbum med titeln Percubaan Pertama i juni 2008 som är producerat av Mujahid Abdul Wahab, ett album som dessutom certifierades guld i Malaysia. Tre av de åtta låtarna på albumet har han skrivit själv. Han sålde fler än 1 500 000 låtar digitalt från sitt första album. Låten "Hanya Kau Yang Mampu" fick också ett pris som den mest nedladdade låten i Malaysia år 2008. En karaoke version av albumet släpptes dessutom. Aizat spelade även in två engelska musikstycken för filmen Talentime (2009). År 2010 vann han priset "Årets bästa sång" för låten "Pergi" och "Bästa framträdandet" för låten "Kau Dan Aku" från Malaysiska TV3. Hans andra studioalbum med titeln Urusan Aizat Amdan släpptes i juli 2010. Till skillnad från sitt debutalbum skrev han den här gången alla låtarna och producerade hela albumet själv tillsammans med sin bror Anas. Albumet som innehåller sju låtar skulle från början innehålla tio låtar. Två av låtarna, "Years From Now" och "Emotions", är de enda på engelska. Albumet spelade han in tillsammans med sitt band som består av Miz (gitarr), Pito (bas), Ruvi (trummor) och sin bror Anas (kompgitarr). Aizat har varit nominerad till och vunnit flera priser för sin musik. Han har även deltagit i flera konserter tillsammans med andra malaysiska artister. Den 29 januari 2011 höll Aizat sin första solokonsert inför en publik på 800 personer. Aizat gillar musiker som Morrissey, Johnny Cash, Paul McCartney och Richard Ashcroft och han är framför allt intresserad av brittisk pop. Under mitten av 2011 planerade han att studera musik vid West London University i England. I juli 2011 genomförde Aizat sin Borneo-turné i Sarawak och Sabah, de två malaysiska delstaterna på ön Borneo.

## Diskografi

### Album
| - 2008 - Percubaan Pertama 1. "Fikirlah" 2. "Hanya Kau Yang Mampu" 3. "Lagu Kita" 4. "Sahabat" 5. "Selamat Tinggal Akhirnya" 6. "Cintai Diriku" 7. "Melodi Cinta" 8. "Hanya Kau Yang Mampu" (Akustisk version) | - 2010 - Urusan Aizat Amdan 1. "Years From Now" 2. "Mana Oh Mana" 3. "Senyum" 4. "Erti Hari Ini" 5. "Susun Silang Kata" 6. "Emotion" 7. "Sungai Lui" |  |  |